# Brad Silberling
Brad Silberling (Washington, 8 de Setembro de 1963) é um diretor de cinema, roteirista e produtor cinematográfico norte-americano.
É casado desde 1995 com a atriz Amy Brenneman, com quem tem dois filhos: Charlotte Tucker, nascida em março de 2001, e Bodhi Russell, nascido em junho de 2005.
Silberling estudou na Universidade da California (UCLA), em Los Angeles. Começou sua carreira na indústria de entretenimento antes de completar seus estudos. Em 1986 ele conseguiu emprego como assistente de produção para um programa de televisão infantil. A partir daí, continuou a dirigir episódios de séries de televisão e, eventualmente, filmes.
Silberling iniciou um namoro com a atriz Rebecca Schaeffer em 1986. O casal noivou em 1988, quando em 1989 sua noiva foi assassinada por um fã obcecado. O diretor já realizou diversas homenagens póstumas a Rebecca, enaltecendo seu trabalho e sua personalidade.

## Trabalhos na televisão
- L.A. Law
- NYPD Blue
- Judging Amy
- Doogie Howser, M.D.
- Dynasty

## Trabalhos no cinema
- Land of the Lost
- Lemony Snicket
- Casper
- City of Angels
- Moonlight Mile